# Майлибас
Майлиба́с (каз. Майлыбас) — село у складі Казалінського району Кизилординської області Казахстану. Входить до складу Майлибаського сільського округу.
У радянські часи село називалось Майлибаш.
Населення — 184 особи (2021; 159 у 2009, 175 у 1999, 284 у 1989).